# Ken (Street Fighter)
Ken Masters (ケン・マスターズ) là một nhân vật trò chơi điện tử được tạo bởi Capcom. Là một nhân vật chính, Ken xuất hiện trong tất cả các trò chơi Street Fighter. Ken và Ryu là hai võ sĩ cùng nhau tập võ với cùng một sư phụ là Gouken. Cũng như Ryu, mục đích của Ken là kiểm tra khả năng và sức mạnh của mình bằng cách chiến đấu với những võ sĩ khác nhằm trở nên mạnh mẽ hơn. Ken có quốc tịch Hoa Kỳ.

## Loạt trò chơi Street Fighter
Ken xuất hiện lần đầu tiên trong trò chơi Street Fighter phát hành năm 1987. Mặc dù Ken mang quốc tịch Mỹ nhưng thực sự thì Ken có 3 phần 4 là người Nhật, mái tóc vàng của anh là do anh tự nhuộm. Anh là người bạn cũ, đồng thời cũng là đối thủ của một nhân vật chính khác là Ryu. Cả hai người đều tập võ với cùng một sư phụ là Gouken.
Ken mặc một bộ đồng phục tập luyện màu đỏ, mái tóc vàng và đi chân không. Ken là một trong những nhân vật mạnh nhất trong trò chơi.
Ken cùng với Ryu và Sagat là những nhân vật tái xuất hiện trong trò chơi Street Fighter II, phát hành lần đầu năm 1991. Trong Street Fighter II, khi đang ở Mỹ, Ken nhận được lời mời tham gia giải đấu Chiến binh Thế giới tại Nhật từ Ryu. Trong phần kết của Ken, anh tiến hành lễ cưới cùng với Eliza, em gái của vợ của Guile, khiến cho Ken và Guile trở thành anh em đồng hao.
Street Fighter II là một trò chơi rất thành công của Capcom, khiến cho công ty tung ra nhiều trò chơi nối tiếp như bản Champion Edition và Hyper Fighting năm 1992, Super Street Fighter II năm 1993 và Super Turbo năm 1994. Khi Capcom cấp phép cho Hasbro để sản xuất loạt mô hình đồ chơi action figure thì Ken được đặt họ là Master. Cái tên Ken Master được sử dụng trong Street Fighter: The Animated Movie và Street Fighter II V trước khi được sử dụng vào trò chơi trong Street Fighter Alpha 2.

## Những trò chơi khác
Năm 1990, Capcom phát hành trò chơi hành động trên hệ máy Nintendo Entertainment System có tên là Street Fighter 2010: The Final Fight. Phiên bản Nhật có xuất hiện một nhân vật tên là Kevin Straker, một nhân viên cảnh sát chiến đấu chống lại sinh vật ngoài hành tinh. Khi Capcom phát hành trò chơi này đến Bắc Mỹ, đặc tính của nhân vật chính Kevin đã được biến đổi thành Ken. Bên cạnh đó, cốt truyện cũng được viết lại để ngụ ý rằng Ken ở đây chính là nhân vật của Street Fighter. Việc này đã gây ra một vài tranh cãi.
Ken còn xuấ hiện trong một số trò chơi hợp tác của Capcom như Street Fighter EX, X-Men vs. Street Fighter, Marvel Super Heroes vs. Street Fighter, Marvel vs. Capcom: Clash of Super Heroes, Marvel vs. Capcom 2: New Age of Heroes, Capcom vs. SNK và Capcom vs. SNK 2 nhưng lại không xuất hiện trong Marvel vs. Capcom 3: Fate of Two Worlds. Anh cũng xuất hiện trong Street Fighter: The Movie, SNK vs. Capcom: SVC Chaos, Namco x Capcom và sẽ có mặt trong trò chơi Street Fighter X Tekken.

## Thiết kế
Ken được miểu tả trong trò chơi đầu tiên là có mái tóc vàng dài tới nách, mắt đen và mặc bộ đồ tập luyện màu đỏ không có tay áo và với dây đai màu đen.
Ken trong Street Fighter II được miêu tả là không có gì khác nhiều so với trò chơi đầu tiên. Còn trong Street Fighter Alpha là một Ken trẻ trung hơn, mang găng màu vàng, mái tóc vàng dài hơn, được buộc lại bằng một dải băng màu đỏ mà sau này Ken đã tặng cho Ryu. Và nó đã trở thành dải buộc đầu của Ryu từ Street Fighter II cho đến về sau này.

## Phong cách chiến đấu
Trong trò chơi Street Fighter đầu tiên (1987), Ken và Ryu có lối đánh đồng nhất, giống hệt nhau.
Trong Street Fighter II: Champion Edition, những nhà thiết kế đã có chút biến đổi trong phong cách thi đấu của Ken và Ryu. Ryu có chiêu ''Hadōken'' (波動拳 (Ba Động Quyền), "Surge Fist", tạm dịch: Nắm đấm sóng cuộn) nhanh hơn, trong khi đó chiêu thức Shōryū-ken (昇龍拳(Thăng long Quyền), "Rising Dragon Fist", tạm dịch: Cú đấm rồng bay) của Ken trở nên mạnh mẽ hơn, có phạm vi sát thương rộng hơn. Bên cạnh đó chiêu thức đá liên hoàn Tatsumaki-Senpū kyaku (竜巻旋風脚 (long Quyển Thiểm Phong Cước), "Tornado Whirlwind Kick", tạm dịch: Cú đá gió lốc) có một kiểu các khác và trông có vẻ nhanh hơn Ryu.

### Siêu quyền thuật (Super Arts)
Trong Street Fighter III, Ken có 3 chiêu siêu quyền thuật, trong đó có 2 dựa theo Shōryūken là Shōryū-reppa và Shinryūken, còn lại là Shippū Jinrai Kyaku.
Chiêu Shōryū-reppa (昇龍裂破(Thăng Long Liệt Đả), "Rising Dragon Destroyer", tạm dịch: Sự hủy diệt của rồng) của Ken bao gồm 2 hoặc 3 chiểu Shōryūken được thực hiện liên tiếp. Chiêu Shinryū-ken (神龍拳 (Thần Long Quyền), "Divine Dragon Fist", tạm dịch: Cú đấm rồng thần thánh), là đòn Shōryūken được thực hiện thẳng đứng và xoay tròn, tuy phạn vi không rộng hơn nhưng lại có độ sát thương cao. Và gần đây nhất là chiêu Shippū Jinrai Kyaku (疾風迅雷脚 (Chấn Phong Kình Lôi Cước), "Hurricane Thunderclap Leg", tạm dịch: Chân của tiếng sét bão tố), trong đó Ken thực hiện liên tiếp nhiều cú đá trước khi kết thúc bằng một chiêu Tatsumaki-Senpū-Kyaku thẳng đứng. Đây là chiêu siêu quyền thuật mà Umehara Daigo hay dùng nhất khi anh còn chơi 3rd Strike cùng với Ken.

## Đón nhận
IGN xếp Ken ở vị trí thứ 6 trong bài viết "top 25 nhân vật Street Fighter" của họ, và nói "nhân vật này rất cần thiết trong trò chơi không kém gì Ryu. Hãy xem, bạn có thể tưởng tượng nổi một trò chơi Street Fighter mà không có Ken không?".
GameDaily xếp Ken ở vị trí thứ 6 trong bài viết "top 20 nhân vật Street Fighter của mọi thời đại". Cũng trên GameDaily, Robert Workman xếp Ken cùng Ryu ở vị trí thứ 6 trong top 25 nhân vật Street Fighter của mọi thời đại và nói: "Thật khó để chọn lựa trong những chiến binh thế giới này".
Số báo tháng 2 năm 1992 của tạp chí Gamest của Nhật xếp Ken cùng với Blanka ở vị trí thứ 9 trong Nhân vật tốt nhất năm 1991. Trong số báo ngày 30 tháng 1 năm 1997, Ken xếp vị trí 49 trong top 50 nhân vật năm 1996.
Năm 2009, GamePro xếp Ryu và Ken ở vị trí thứ 9 trong danh sách những nhân vật trò chơi điện tử tương đồng tốt nhất. Ngoài ra, trò chơi đua xe bắn súng Twisted Metal 2 còn có 1 nhân vật tên là Ken Master. Giữa hai nhân vật trong hai trò chơi không hề có quan hệ gì ngoại trừ cái tên.
Ken là nhân vật chủ yếu của Umehara Daigo - game thủ Street Fighter vĩ đại nhất mọi thời đại, trong trò chơi Street Fighter III: 3rd Strike. Cùng với Ken, Daigo đã thu gặt rất nhiều thành công trong các giải đấu lớn ở trò chơi này. Trong các chiêu siêu quyền thuật của Ken, Daigo chủ yếu dùng Shippū Jinrai Kyaku.